# Эмээм (лагуна)
Эмээм (Амаам) — пресноводная лагуна на побережье Берингова моря. Находится на территории Анадырского района Чукотского автономного округа.
Название в переводе с чукот. Ымаамын и керек. Амаамын — «углубляющаяся» (вдающаяся в берег). Ранее ошибочно считалось происхождение гидронима от эскимос. ама — «волк».
Является вытянутым в северо-западном направлении озером длиной до 17 км, шириной 5 км и максимальной глубиной 18,5 м. Отделена от морской акватории песчаной косой шириной до 4 км, которую прорезает извилистая протока длиной 3 км — через воды лагуны сбрасываются в море. В лагуну впадают несколько рек, крупнейшая из которых — Амаам. Также водоём соединён протокой Связная с соседней лагуной Аринай.
Лагуна замерзает в конце октября, полностью очищается ото льда в конце июня — начале июля. Средняя температура воды летом составляет 10 °C.
В водах лагуны обитают: горбуша, нерка, голец, ряпушка, звездчатая камбала, также в небольших количествах мальма, кета, чавыча, азиатская корюшка.
У северного побережья лагуны находится перспективное месторождение каменного угля, планируемая карьерная разработка которого вкупе со строительством морского порта по прогнозам учёных приведёт к полному уничтожению экосистемы водоёма.